# Rockliffe's Babies
Rockliffe’s Babies was een Britse politieserie met 18 afleveringen geproduceerd in 1987 en 1988.
In deze serie, bedacht door Richard O'Keefe, heeft  Detective Sergeant Alan Rockliffe de taak zeven nieuwe jonge werknemers bij de CID, op te leiden tot ervaren politieagenten. Maar Rockliffe is menselijk - zo menselijk, dat hij  meer fouten maakt dan de baby's.

## Acteurs
- Ian Hogg 	 ... 	 Als Sgt.  Alan Rockliffe
- Bill Champion	 ... 	 Als PC David Adams
- John Blakely 	 ... 	 Als PC Keith Chitty
- Joe McGann 	 ... 	 Als PC Gerry O'Dowd
- Martyn Ellis 	 ... 	 Als PC Paul Georgiou
- Susanne Scales	 ... 	 Als WPC Karen Walsh
- Alphonsia Emmanuel 	 ... 	 Als WPC Janice Hargreaves